# 世間妾形気
『世間妾形気』（せけんてかけかたぎ）は、上田秋成によって江戸時代後期に著わされた読本（よみほん）作品。

## 概要
4巻から成る。『諸道聴耳世間猿』に次ぐ2作目。1767年（明和4年）刊。八文字屋本以来の気質物（かたぎもの）の形式をうけたもので12話より成る。全体を妾の身の上噺で展開しているが、全話が秋成の創作というわけではなく、江戸以前の伝承・説話をアレンジしたものも含まれる。10話のものと12話の諸本がある 。

## 収録噺
- 酔のまぎれ（人ごゝろ　汲みて知られぬ　朧夜の酒宴） - 公家の妾が従者と駆け落ちするが、屋敷から持ち逃げした金銀は実は石ころだった。仕方なく逢坂の関で茶屋を始める。
- 得心の男妾（めでたいな  福力三人　おとこ妾[3]） - 女装の美青年が武家奥方の女装妾になる。美貌に加え、知恵と学識もある才色兼備を発揮し、女主人の旦那を出世させ三人とも富貴になり名声を得る。
- 浦島の裔（織姫の  置の玉手箱　喰明た） - 子供が欲しい漁師が捨て子を拾うが、成人したのち年を取らず妾として旦那遍歴を繰り返す。
- 猫要らずの婆（鼠をはらひ給へ 守り神） - 老いた妾が化け猫に憑依され、鼠を追いかけるようになってしまう。
- 雛の酒　ところは山路の肝いり - 妾を斡旋する女将が配下の女を集め、酒宴で旦那たちの品定めをする。
- 敷金の　二百両は　明いた口へ - 江戸伝馬町の商人が妾と密通した幇間を結婚させたが、実は両人まとめての厄介払いだった。
- 若後家の寺参りは　仕立物屋が宿替え - 仕立屋の妻が未亡人の触れ込みで、堕落坊主に別宅を借りさせる。後で難癖をつけ追い出し、古着屋を始める。
- 武家部屋めぐり（ものゝふの　猛きこゝろも　つまるところは金） - 石部金吉と呼ばれる堅物の武士が、二股三股の旦那を掛け持つ妾に手玉にとられる。
- 息子の心はてりふり　知れぬ狐の嫁入り - 妾との結婚を老母に反対された倅が、妾を化け狐に扮装させ母を騙す。
- 米市は　日本一の大湊（二度の勤め　なき世の蜆川） - 米相場で二度も失敗して、破産した大坂の大百姓に先立たれた妾が、追善供養のため四十九日にわたり「観音経」を書写する。
- 小町零落（一人娘の 奢りの末は　枯れた黄金竹[4]） - 大名の奥方を望む娘が、結局嫁ぎおくれてしまい妾になる。
- 貧苦に身をしぼる　油扇の絵（桃山のさかりを　見る事なく大路の　往来にのみ春を知り） - 役も貰えず扇の絵つけの内職に勤しむ、眼鏡をかけた侍に訪れた悲喜劇。

## 書誌情報
『世間妾形気』（和泉書院影印叢刊70、1989年）